# Шорт, Сэмюэл
Сэмюэл Шорт (англ. Samuel Short; род. 17 сентября 2003, Квинсленд) — австралийский пловец, чемпион мира 2023 года, призёр чемпионатов мира. Специализируется на дистанциях вольного стиля.

## Биография
Родился 17 сентября 2003 года в штате Квинсленд, Австралия. 
На чемпионате мира 2022 года Шорт дебютировал в составе национальной сборной Австралии. Выступал как на индивидуальных дистанциях, так и в эстафете. В составе австралийской команды в эстафете 4 по 200 метров вольным стилем завоевал серебряную медаль, первую для себя в карьере. 
На Играх Содружества 2022 года, которые состоялись в Бирмингеме, Сэмюэл стал победителем на дистанции 1500 метров вольным стилем и обладателем серебра на дистанции 400 метров вольным стилем. 
В Фукуоке, в 2023 году, на чемпионате планеты по водным видам спорта, австралиец завоевал три медали разного достоинства в индивидуальных стартах. Стал чемпионом на дистанции 400 метров вольным стилем, серебряным призёром на 800 и бронзовым на 1500 метрах. 
В 2025 году на чемпионате мира в Сингапуре на дистанции 400 метров вольным стилем завоевал серебряную медаль. 